# Florence Balcombe
Florence Balcombe (Newcastle, 17 luglio 1858 – Londra, 25 maggio 1937) era la moglie di Bram Stoker, l'autore di Dracula, che sposò a Dublino nel 1878.

## Biografia
Era la figlia del tenente colonnello James Balcombe. Donna affascinante, era stata corteggiata anche da Oscar Wilde.
Gli Stoker si trasferirono a Londra, dove lui divenne segretario nel Lyceum Theatre di Henry Irving, posto che mantenne per i successivi 27 anni. Il 31 dicembre 1879 nacque l'unico figlio della coppia, Irving Noel Thornley Stoker.
La Balcombe è soprattutto nota oggi per essere stata responsabile della distruzione della maggior parte delle copie del film del 1922 Nosferatu il vampiro, basato sul romanzo di Bram Stoker senza che però ne fosse stata chiesta l'autorizzazione. La donna non era a conoscenza dell'esistenza del film di Friedrich Wilhelm Murnau finché non le fu recapitata una lettera anonima da Berlino, che conteneva un programma di sala per una proiezione del film avvenuta al Zoologischer Garten Berlin. Il film veniva descritto come "liberamente ispirato a Dracula di Bram Stoker" (lo sceneggiatore di Nosferatu, Henrik Galeen, aveva cambiato i nomi dei personaggi principali e aveva apportato alcune modifiche alla storia, ma ciò nonostante la somiglianza con il romanzo era innegabile).
La Balcombe in quel periodo si trovava in difficoltà finanziarie e, in qualità di esecutore testamentario del marito per quanto riguardava la sua produzione letteraria, non aveva mai accordato il permesso per l'adattamento cinematografico dell'opera, né le era stato pagato alcunché. La sua reazione a questo tentativo di infrangere il diritto d'autore del marito fu pronta ed energica: chiese che le venissero pagati i danni e che tutti i negativi e le stampe del film (che non avrebbe mai visto) venissero immediatamente distrutti. Fece causa alla casa di produzione tedesca, la Prana-Film, venendo rappresentata dagli avvocati della British Incorporated Society of Authors: la causa si trascinò a lungo e, a un certo punto, la Prana-Film dichiarò bancarotta per evitare di pagare la multa. Alla fine, nel luglio 1925 la corte si pronunciò in favore della denunciante, e stabilì che tutte le copie del film dovessero essere consegnate alla Balcombe per essere distrutte: tuttavia, evidentemente alcune copie si salvarono perché il film lentamente cominciò a ricomparire alla fine degli anni venti.
La Balcombe aveva dato il suo consenso per l'adattamento teatrale di Dracula a Hamilton Deane, che era stato suo amico e vicino a Dublino. Lo spettacolo andò in scena per la prima volta a Derby nel 1924. Nel 1927 Horace Liveright comprò i diritti per l'America da Florence e ingaggiò John L. Balderston per adattarlo ai palcoscenici di New York. Lo spettacolo rimase in cartellone per un anno a Broadway e per altri due anni in tour, superando ogni record di pubblico per spettacoli negli Stati Uniti.
Florence Balcombe sopravvisse al marito per 25 anni e morì nel 1937 a 79 anni.